# Ana María Arias de Cossío
Ana María Arias de Cossío, (San Cristóbal de La Laguna, Tenerife; 17 de octubre de 1945) es Doctora en Historia del Arte (Universidad de La Laguna) y catedrática Emérita de la Universidad Complutense de Madrid. Profesora, académica, investigadora, escritora y biógrafa.

## Biografía
Nació en 1945 en La Laguna (Tenerife) en el seno de una familia de intelectuales de la alta burguesía, los Cossío. Ya desde niña, pudo disfrutar a su alrededor de un ambiente muy diferente al de los otros niños. Debido al fallecimiento prematuro de su madre, sus abuelos, Mariano de Cossío Martínez Fortún y Ana Estremera de la Torre de Trasierra, se hicieron cargo de su educación.
Los hermanos Cossío Martínez-Fortún se habían educado en Madrid bajo la atenta mirada de su tío Manuel Bartolomé Cossío, pedagogo krausista e historiador del arte español que dejó el estudio más importante sobre la obra del Greco y que inició la revalorización histórico-artística del pintor cretense. Director del Museo Pedagógico Nacional y presidente de las Misiones Pedagógicas, Manuel Bartolomé Cossío fue uno de los más importantes pedagogos de finales del XIX y principios del XX.
Para Mariano de Cossío, abuelo de Ana María, las influencias de su tío Manuel Bartolomé y de la Institución Libre de Enseñanza, fueron definitivas en su desarrollo profesional. Pintor realista preocupado por la recuperación de la forma y maestro en el manejo de la luz, fue un retratista excepcional. Pero también realizó muchos paisajes, bodegones y pintura mural. De esta última, cabe destacar la pintura al fresco del techo del Paraninfo de la Universidad de La Laguna.
De la misma manera, Manuel Bartolomé y el ambiente de la Institución Libre de Enseñanza, influyeron en gran medida en sus tíos abuelos, José María de Cossío, gran escritor, polígrafo y académico, y Francisco de Cossío, periodista, académico y director del Museo Nacional de Escultura.
Fue en ese ambiente en el que creció Arias de Cossío en La Laguna, adonde tuvieron que irse Mariano de Cossío y Ana Estremera al ser depurados tras la Guerra Civil. Un ambiente intelectual en el que no faltaron figuras como Gregorio Marañón, Ortega y Gasset, Gerardo Diego, Jorge Guillén… quienes acudían de vez en cuando a visitarlos y a las tertulias que allí organizaban.
Por tanto, no es de extrañar que los derroteros profesionales de Arias de Cossío estuvieran influidos por aquella atmósfera de la que se impregnó desde niña. En el año 63 comenzó la carrera de Historia, y un año después se casó con Antonio Bacallado. Durante sus estudios universitarios, tuvo a sus tres primeros hijos. En la Universidad de la Laguna se encontró con profesores de la talla de Emilio Lledó, Gregorio Salvador, Jesús Hernández Perera, Juan Álvarez Delgado o Francisco Quirós entre otros.
En 1969 terminó su licenciatura y en 1972 logró el grado de doctora con la tesis José Gutiérrez de la Vega, pintor romántico, obteniendo la calificación de sobresaliente cum laude. Ejerció un año como profesora ayudante en la Universidad de La Laguna y posteriormente toda la familia se trasladó a Madrid. En 1975, año en el que obtuvo la plaza de profesora titular de la Universidad Complutense de Madrid, nació su cuarta hija. En 2007 consiguió la Cátedra de Arte en la misma universidad y en el año 2014 fue nombrada catedrática emérita.
La docencia ha sido para Arias de Cossío el aspecto más importante de su carrera, sin olvidar las numerosas publicaciones e investigaciones. Gran experta en pintura del XIX español y francés, se ha especializado, además, en escenografía teatral, cuyo culmen ha sido la publicación de una monumental biografía sobre la figura de la gran actriz Nuria Espert, convirtiéndose en su biógrafa personal autorizada. En 2013 y a propuesta de Arias de Cossío, la insigne actriz fue nombrada Doctora Honoris Causa en la Universidad Complutense, siendo Arias de Cossío quien leyó la laudatio de dicho acto académico.
En la actualidad, ya jubilada, se halla centrada en la publicación de la continuación de la biografía de Nuria Espert, así como en distintas actividades que se están organizando desde la presidencia de la Fundación Jiménez Cossío. Asimismo, en febrero de 2020 ha sido nombrada consejera del Consejo de Administración de Patrimonio Nacional, que preside María de los Llanos Castellanos Garijo, primera mujer en ocupar dicho cargo.